# Матагальпа (язык)
Матагальпа — вымерший мисумальпский язык, на котором раньше говорили в центральном никарагуанском нагорье, в департаментах Матагальпа и Хинотега (Никарагуа) и департаменте Эль-Параисо в Гондурасе. Язык вымер в XIX веке, и сохранилось лишь несколько коротких списков слов.
В Эль-Параисо Матагальпа называли языком «Чатос» и «Сулес», проживавших в этом департаменте.
Матагальпа был тесно связан с языком Какаопера.
Матагальпа использовался народом Какаопера, также известным как Матагальпа, ныне использущим испанский язык.